# Décrets de Nueva Planta

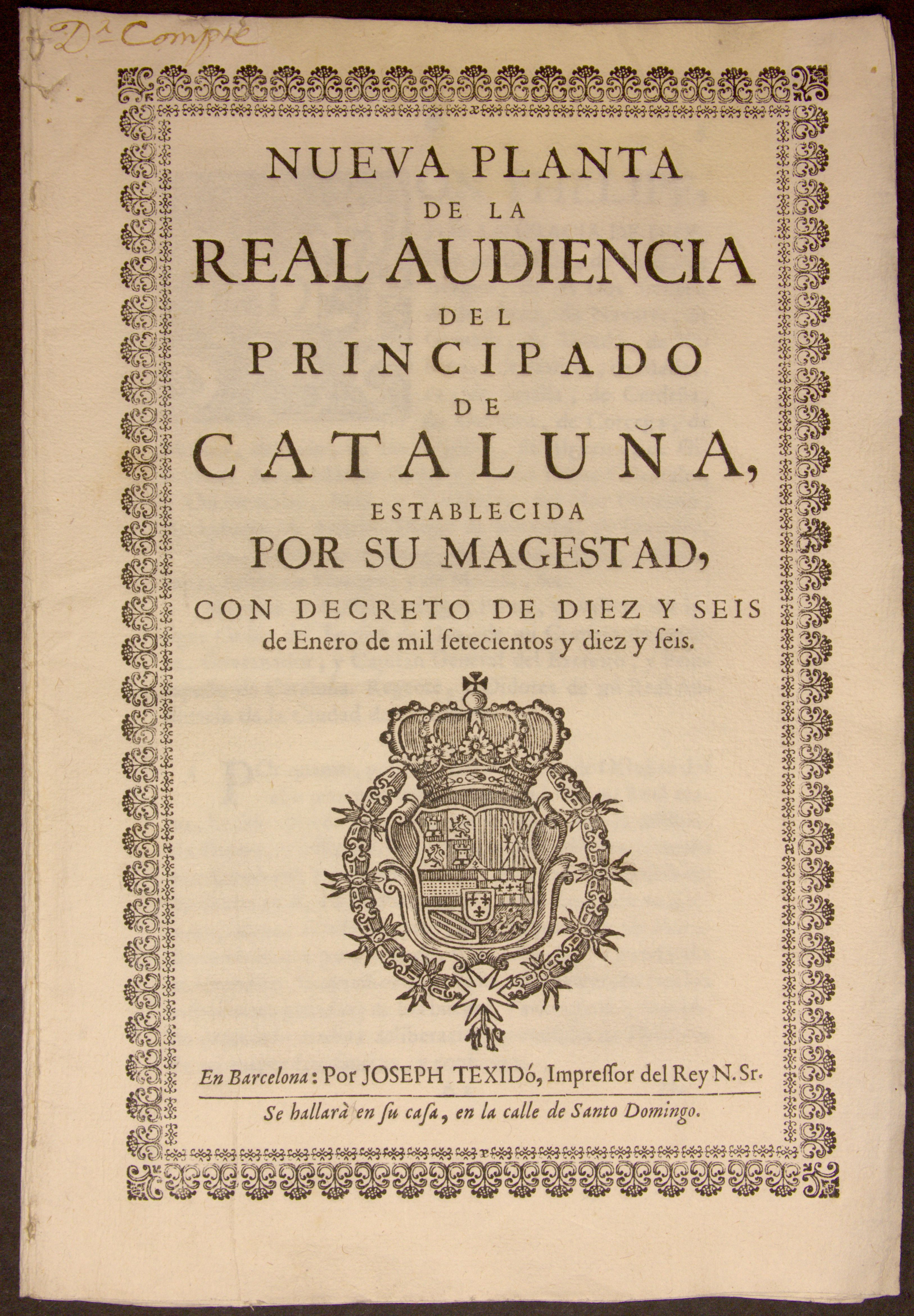
Première page des décrets de Nueva Planta de la principauté de Catalogne.

Les décrets de Nueva Planta (en castillan decretos de Nueva Planta ; en catalan decrets de Nova Planta) sont une série de trois décrets pris entre 1707 et 1716 par le roi Philippe V, premier monarque espagnol de la maison de Bourbon, et par lesquels fut substantiellement modifiée l'organisation territoriale des royaumes hispaniques.
 Des trois décrets, le premier est le décret de Nueva Planta proprement dit. Pris le 29 juin 1707, il ne concerne que le royaume d'Aragon et celui de Valence. Les deux autres décrets sont celui du 28 novembre 1715, concernant le royaume de Majorque, et celui du 16 janvier 1716, concernant la principauté de Catalogne.
Les décrets se traduisirent concrètement par l'abolition des fors des royaumes de la couronne d'Aragon qui avaient pris parti contre lui lors de la guerre de Succession d'Espagne, la dissolution de l'organisation territoriale des royaumes de la couronne de Castille et l'annulation des privilèges en vigueur dans ses municipalités. Sur le plan formel il s'agit d'une série d'ordonnances royales (reales cédulas) établissant la « nouvelle base » (« nueva planta ») des audiences royales contrôlant les territoires des deux couronnes. Elles furent toutes précédées de l'abolition des institutions propres à chaque région.
Les réformes engagées par les décrets furent largement inspirées par le modèle d'État centralisé de la France, dont était originaire le nouveau roi, et représentèrent un changement radical par rapport au système précédemment mis en place par la maison d'Autriche. Ils marquent une étape fondamentale dans l'élaboration d'un esprit national, notamment par l'imposition du castillan comme langue exclusive dans l'administration et le gouvernement, et la modernisation de l'appareil d'État espagnol.

## Couronne d'Aragon

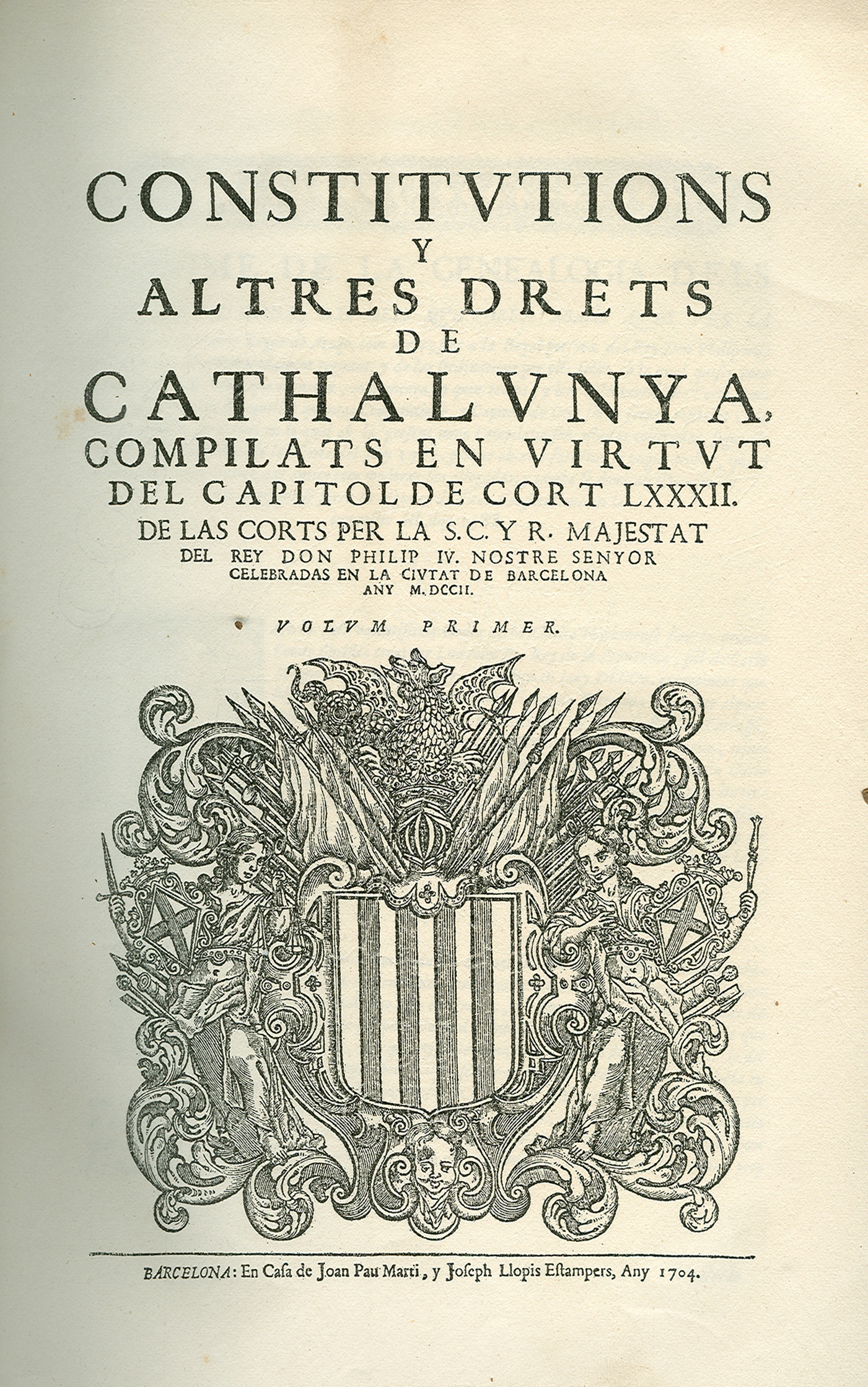
Les décrets de Nueva Planta provoquèrent l'abolition des Constitutions catalanes et des Usages de Barcelone.

Ils ont été promulgués par Philippe V, après sa victoire dans la guerre de Succession d'Espagne sur l'archiduc Charles, prétendant de la maison d'Autriche. Ils imposent l'organisation politico-administrative de Castille aux territoires de l'antique couronne d'Aragon. Sa promulgation, plus qu'une mesure innovatrice sortie des aléas de la guerre, est le résultat de l'évolution de projets antérieurs qui avaient échoué, comme celui du Comte-Duc d'Olivares, cause de la guerre de 1640.
Quasiment tous les territoires de la couronne d'Aragon avaient été partisans du prétendant Charles. Les décrets de Nueva Planta ont eu pour but et effet de punir ceux qui s'étaient élevés contre le roi Philippe V, en invoquant le « droit de conquête » comme il est dit dans le premier des décrets. Ils ont aboli quasi tous les anciens fors propres des royaumes de la couronne d'Aragon (excepté dans le val d'Aran) et ils étendent une nouvelle organisation politico-administrative fondée sur celui de la Castille à tous ses domaines. Ils rendent obligatoire l'usage du castillan comme langue administrative à quasiment toutes les institutions qui ne l'utilisaient pas, suivant le modèle centraliste que la monarchie absolutiste française avait adopté depuis le règne de François Ier.
Parmi des avancées et reculs consécutifs au conflit ont été publiés le 29 juin 1707 les décrets d'Aragon et de Valence, ayant comme résultat l'abolition de tout le système législatif et institutionnel des deux royaumes.
Le 3 avril 1711 a été publié un second décret qui rétablissait une partie du droit aragonais en établissant une nouvelle organisation planta (de base) à l'« Audiencia » de Saragosse. Dans le cas de l'Aragon l'imposition de la langue castillane a été moins traumatisante, car l'aragonais avait déjà été remplacé dans l'administration par le castillan, à cause de l'influence des Trastamare qui occupaient le trône de la couronne d'Aragon. Cependant l'imposition du castillan aux classes populaires a eu un impact similaire à celui du reste des territoires.
Le troisième décret, de 1715, celui de Majorque, a été publié le 28 novembre 1715. Il était plus conciliant et était le résultat d'une attitude plus ouverte à la négociation.
Le quatrième décret qui concernait seulement la principauté de Catalogne a été élaboré le 9 octobre 1715 et publié par Real cédula (ordonnance) à la date du 16 janvier 1716 :
- il abolissait les principales institutions politiques et représentatives catalanes : les Corts Catalanes, la Généralité de Catalogne, le Conseil des Cent de Barcelone, la Conférence des Trois Communs et le Tribunal de la Contrefaçon ;
- de plus il remplaçait le vice-roi par un capitaine général, de même que dans le reste des royaumes de la couronne d'Aragon. Il divisait la Catalogne en douze corregimientos, comme en Castille, supprimant les traditionnelles vigueries. Cependant les batlles étaient maintenus ;
- il abolissait les systèmes de contrôle et d'inspection des représentants municipaux ;
- il interdisait les somaténs (milices populaires de Catalogne) ;
- il établissait le cadastre enregistrant les propriétés urbaines et rurales et les revenus du travail, du commerce et de l'industrie ;
- la langue officielle de l'administration a cessé d'être le catalan et le castillan a été imposé[5]. Désormais le castillan était obligatoire dans les écoles et les tribunaux.

Le décret maintient le droit civil, pénal et procédural, de même que le Consulat de la mer. Cependant, sans corps législatif propre, les droits pénaux et commerciaux sont devenus progressivement obsolètes et ont été érodés par diverses ordonnances royales tout au long du XVIIIe siècle. Il ne touchait pas le régime politico-administratif du val d'Aran qui n'a été incorporé à aucun des nouveaux corregimientos dans lesquels avait été divisé la principauté de Catalogne.
En résumé, comme résultat des décrets, les anciens royaumes de la couronne d'Aragon, ont perdu leurs juridictions légales et institutions politico-administratives. Cependant, sauf Valence, ils ont conservé leur droit privé propre. Cela n'a pas été une adaptation totale aux lois de la Castille, car ils ont gardé un régime d'impôts différent de celui de la Castille, et la Catalogne a continué de pouvoir profiter de l'exemption du service militaire. L'absolutisme a été installé. Les Cortes ont été dissoutes. Certaines communes ont eu le droit d'assister aux cortès castillanes, qui sont devenues des cortès communes à toute l'Espagne sauf la Navarre, qui a gardé ses cortès jusqu'en 1841. En 1709 ont assisté aux Cortes des représentants de l'Aragon et de Valence. À celles de 1724, ont également assisté des représentants de la Catalogne. On a modifié les mécanismes de l'élection des dirigeants municipaux en les adaptant aux normes de la Castille. Les communes importantes ont cessé d'être régies par un corrégidor, et les conseils municipaux locaux par un regidor, qui en Aragon ont cessé d'être héréditaires, car, à la fin du XVIIIe siècle quasi toutes les charges étaient occupées par des membres de la noblesse. Les bayles locaux, qui aidaient les regidors, étaient nommés chaque année par la « Audiencia ».

## Couronne de Castille[6]
Des documents de même nature, également appelés « décrets de Nueva Planta », ont été publiés pour la réorganisation des Reales Audiencias et Reales chancillerías de la couronne de Castille et de ses territoires, désormais organisés en provinces et intendances, ce qui a entraîné la disparition définitive des royaumes traditionnels. Ces décrets ont donné le coup de grâce à la polysynodie hispanique, système de gouvernement de l'Espagne établi au temps des Rois catholiques et basé sur le respect des traditions juridiques de chaque territoire de la couronne, et caractérisé par la création des Conseils, même si elle ne disparaîtra qu'avec la Constitution de 1812.
Le 10 novembre 1713 a été publié le décret royal sur l'organisation du Conseil et de ses Tribunaux, pour la réforme des conseils d'État, de Castille, des Finances et des Indes, et un autre similaire en 1714 concernera le Conseil de Guerre. Suivant ce décret, le Conseil d'État (es) est privé de toutes ses fonctions qui sont transférées au Conseil de Castille, institution qui absorbe également l'ancien Conseil d'Aragon (es), selon le décret aragonais. Avec ces décrets de Nueva Planta, ou nouvelle organisation, est réalisée une réforme du Conseil de Castille pour le convertir en l'organe supérieur de la structure monarchique, à la manière d'un conseil de gouvernement. Le reste des conseils (Guerre, Indes, Finance, Inquisition) voient leurs fonctions très réduites. Le Conseil de Castille perd, de cette manière, son caractère territorial spécifique.
La Real Cédula du 4 août 1715 annule le décret royal du 10 novembre 1713 concernant les Finances.
Le 9 juin 1715, on reconnaît que la nueva planta a engendré une confusion, à la suite de quoi on rétablit le modèle traditionnel du Real y Supremo Consejo de Castille, qui continue à jouer le rôle primordial qu'il avait toujours eu dans l'administration publique. Le président, comme président de Castille, est le second magistrat après le roi ; il préside les Cortes et le Conseil des ordres. Jusqu'à Charles III, la charge a un caractère perpétuel.
Un effet de l'application de la Nueva Planta à la couronne aragonaise a été la suppression des Cortès des royaumes à l'exception de ceux de la Navarre. À partir de ce moment, les représentants des royaumes de la couronne d'Aragon se sont rassemblés dans des cortès uniques, communes à toute l'Espagne sauf la Navarre. Les réunions tenues au XVIIIe siècle, comme cortès générales du royaume, ont été tenues seulement pour satisfaire les demandes que le roi souhaitait et pour prêter serment à l'héritier du royaume. Ainsi disparaît la législation des Cortès. Le droit est créé seulement par les Reales Órdenes (es) et décrets. Peu à peu disparaissent les pragmatiques.
Pour les royaumes castillans, ces lois supposent l'annulation de las idiosyncrasies particulières et des fueros et libertés des communes, et la transformation du droit commun castillan en corpus doctrinal des lois pour tous les territoires de la couronne à l'exception de la Navarre. En plus, sa principale institution de gouvernement, le Conseil de Castille, se transforme en gouvernement effectif de la totalité du royaume d'Espagne à l'exception de la Navarre, qui garde jusqu'en 1841 les privilèges découlant de sa condition de royaume. Disparaît le privilegio de extranjería — imposé par le décret aragonais —, qui empêchait, par exemple, qu'un castillan occupe une charge en Aragon, ou qu'un aragonais le fasse en Castille.

### Application de la Nueva Planta à l'Amérique hispanique
Les Indes ont été également affectées par les réformes. Les trois premiers décrets (1717 et 1718) ont créé la vice-royauté de Nouvelle-Grenade et fini par abolir la encomienda. Ils ont modifié l'organisation interne des vice-royaumes, gouvernements et capitaineries générales.
En 1719 a été réformé le Conseil des Indes, qui voit son action réduite au domaine judiciaire, et suppose, de fait, la quasi abolition des lois des Indes : avec l'application préférentielle du droit commun castillan, l'effet de la disparition des privilèges juridiques des indiens dans la société du vice-royaume est très préjudiciable pour ces communautés, à présent sans défenses devant la pression des créoles.
Bien que sans relation avec les décrets de Nueva Planta, mais à cause de la diminution du tirant d'eau du fleuve Guadalquivir, en 1707, la Casa de Contratación a été changée de place à Cadix, ce qui a donné à cette ville l'exclusivité du commerce des Indes au détriment de Séville. Cette exclusivité s'est maintenue jusqu'au troisième quart du siècle (1778). La disparition du droit sur les «étrangers» a permis aux commerçants de n'importe quelle provenance espagnole, spécialement catalans, de réaliser des expéditions commerciales vers l'Amérique, sans dépendre d'aucun fournisseur castillan.

## Raisons et effets globaux des décrets de Nueva Planta
L'arrivée des Bourbons à la couronne espagnole a entraîné un changement radical dans la conception de l'État : depuis que les Rois catholiques ont signé le second traité des Taureaux de Guisando, il avait été établi que les occupants des couronnes espagnoles réuniraient leurs territoires in persona regis (sur la personne du roi), en maintenant à chacun de ces territoires ses particularités juridiques et de gouvernement. Ces particularités ont été conservées, malgré des modifications, par la maison d'Autriche, mais cette organisation a démontré durant la guerre de Trente Ans son incapacité à fonctionner comme puissance internationale, ce qui a abouti à la liquidation définitive de l'hégémonie espagnole entérinée lors des traités d'Utrecht, après la guerre de Succession.

### Origine et déroulement des réformes
En recevant les territoires de Charles II en héritage, et après la guerre de Succession, Philippe d'Anjou et ses conseillers, appuyés par la cour du Roi Soleil, ont abordé la modification des statuts juridiques et administratifs de ces territoires, pour les rapprocher du modèle centralisé et absolutiste de Louis XIV. Pour accomplir ce programme politique, il était nécessaire :
- d'unifier les formes de gouvernement dans tous les territoires: cela signifiait la disparition de certaines institutions et la création de nouvelles pour les remplacer, mais aussi la centralisation du pouvoir dans les mains du monarque ;
- d'unifier les contenus du droit public et privé, c'est-à-dire créer un corpus juridique commun: cela entraînait l'abolition de la majeure partie des fors, des régimes juridiques et des privilèges des personnes, communes et territoires ;
- d'éliminer les privilèges des « étrangers » : cela signifiait la création d'une seule nationalité juridique espagnole, qui ne fasse plus de distinctions entre castillans et aragonais (Portugal, les Flandres et Naples étaient déjà perdus ; le Nouveau Monde faisait partie de la couronne de Castille) et l'exercice du pouvoir partagé entre des personnes provenant de tout le royaume ;
- mettre de l'ordre et de l'égalité dans les classes sociales dans tous les territoires: cela signifiait la perte des droits pour les classes populaires castillanes et américaines (surtout, les indigènes) ;
- créer de nouvelles institutions de gouvernement qui correspondaient à cette nouvelle organisation : cela signifiait la fin de la polysynodie hispanique.

Le contenu de la réforme s'est appuyé, cependant, sur une série de critères :
- assurer le pouvoir suprême du Roi. Pour le démontrer, par exemple, Philippe V a accordé la « grâce » du maintien des fors particuliers basques et navarrais ;
- soumettre tous ses sujets à un même ordre juridique ;
- maintenir, dans la limite du possible, les divisions, institutions et noms traditionnels. De cette manière, par exemple, le Conseil des Indes, bien que gardant son nom, est devenu uniquement un Tribunal Suprême pour les recours en appel dans les affaires des Indes, lorsque les lois des Indes entraient en conflit avec le droit commun castillan, alors que la majorité de ses attributions antérieures sont devenues la responsabilité du secrétariat de l'État des Indes[2] ;
- réaliser le moins de changements législatifs possibles. Pour cela, on a réformé fondamentalement les Reales Audiencias et on a adopté le Fuero Juzgo et les Siete Partidas comme base, puisque le droit castillan est majoritaire parmi les sujets du roi (la différence de population entre les deux couronnes est de 10 à 1 en faveur de la Castille) et parce qu'il a éliminé les défauts médiévaux (ordonnances féodales), car il est le plus unifié et il a incorporé pleinement le droit romain[15].

### Résultat final
Une fois appliquée cette série de décrets, les territoires du roi d'Aragon sont restés unifiés juridiquement et structuralement à celui de la Castille. Cela suppose :
- la disparition des anciens royaumes et la naissance des provinces dans la péninsule[16] et la généralisation et la réorganisation interne des vice-royaumes, gouvernements et capitaineries générales en Amérique[17] ;
- également le gouvernement et les finances du royaume restent unifiés (sauf les exceptions que Philippe V a voulu maintenir pour les basques, les navarrais et les aranais) ;
- que le Conseil de Castille finisse par assumer toutes les tâches de gouvernement (sauf en Navarre) et, avec le temps, il sera à l'origine du conseil des secrétaires (des ministres). Le reste des conseils va réduire leur travail sur les aspects judiciaires et on lui enlève les attributions de gouvernement au bénéfice des secrétariats d'État[2] ;
- officiellement, la création de nouvelles Cortes espagnoles, suivant le modèle représentatif de la Castille, auxquelles s'ajoutent comme représentants minoritaires ceux d'Aragon, de Valence, de la Catalogne et de Majorque ;
- l'application d'un seul droit commun pour tous les sujets, avec l'annulation incontournable des usages et coutumes et de droits particuliers (chaque fois qu'ils entrent en conflit avec la législation commune) et l'unification des procédures par l'usage du castillan ;
- l'application d'une seule langue administrative: le castillan. Cette mesure a des exceptions dans certaines institutions locales catalanes et valenciennes (par exemple, le tribunal des Eaux de Valence) et dans la Salle de Biscaye (es)[18] de la Real Audiencia y Chancillería de Valladolid (es).